# NTR-EX 彼には言えない雌堕ちライフ
『NTR-EX 彼には言えない雌堕ちライフ』(ネトラレックス かれにはいえないメスおちライフ)は、同人サークル『こちょこちょ高校』（梵典）による日本の成人向け漫画。
2019年発売。3話完結。

## あらすじ
女子テニス部に所属する『日向 まどか』は、彼氏である『深山 涼介』と部室でセックスしていたところを、顧問の『村田 剛志』に盗撮されてしまう。村田は涼介の将来を潰したくなければと、まどかに肉体関係を迫る。恋人の未来を守るため、まどかは泣く泣く村田の要求を飲む。涼介のものとは比べ物にならない村田の巨根に調教される日々を送ることになるが、他の女子生徒達からセクハラで訴えられたことで村田は解任となり、学園から姿を消す。村田から解放され、再び涼介と共に過ごせることを喜ぶまどかだったが、涼介とのセックスでは満たされなくなってしまっていた。そして、まどかは自ら村田の元へ訪れ…。

## 登場人物
日向 まどか（ひなた まどか）
主人公。女子テニス部に所属している女子高生。明るい一方で大切な人を守るためなら自己犠牲を厭わない性格。巨乳の持ち主。好物はクレープ。恋人である涼介とのセックスを顧問の村田に盗撮されてしまい、村田からの凌辱と調教を受けることになってしまう。村田が顧問を解任された際は、凌辱から解放されたことや涼介と過ごせる日々が戻ってきたことを素直に喜んだ。しかし、涼介とのセックスでは満足できなかったことで、無意識に村田の巨根による快楽に溺れていたことを自覚してしまう。自分の本心を知ってからは自分から村田の元へ赴き、淫らとなった自分を受け入れた。以降は部活はおろか、涼介との連絡も疎かになり、村田との快楽を貪ることを優先するまでに堕ちてしまう。村田によって、調教での痴態を会員制の動画サイトにて配信されるようになると、村田だけでなく自身との行為を抽選で応募してきた大勢の視聴者からも犯されるようになり、更に快楽へと溺れていくようになる。最後は行方不明となる形で村田と共に新居のマンションで同棲するようになり、村田との子供を身籠もってしまった。
深山 涼介（みやま りょうすけ）
まどかの彼氏。男子テニス部所属。将来を期待されるほどの実力を持つ。まどかが村田から脅迫を受け、凌辱されていたことに最後まで気付くことはなかった。
村田 剛志（むらた たけし）
女子テニス部顧問。巨根の持ち主。かつてはテニスの実力もあったらしいが、今ではその面影は無い。部員へのセクハラまがいの行為がひどく、まどかからは何故何年も顧問を続けられてきたのか、不思議に思われていた。まどかと涼介が部室でセックスしていたところを盗撮し、涼介の将来をダシにまどかに迫った。自慢の巨根でまどかを犯す日々を送っていくなか、他の女子生徒たちからセクハラを訴えられたことで、顧問を解任となった。しかし、まどかが自身の巨根に完全に溺れたのをいいことに調教を再開。その様子を会員制の動画サイトに配信することで、視聴者からの投げ銭や、まどかとの性行為を抽選で応募した視聴者達から支払われる料金を新たな収入源とした。最後はまどかに自分との子供を妊娠させ、まどかと共に新居となるマンションへ引っ越した。
視聴者達
村田が動画サイトで配信してるまどかの調教を視聴している男性達。まどかとの性行為を抽選で応募し、まどかを更に快楽へと溺れさせた。

## 書籍情報
- こちょこちょ高校（梵典）　 『NTR-EX 彼には言えない雌堕ちライフ』　2019年8月16日発売
- こちょこちょ高校（梵典）　 『NTR-EX2 彼には言えない雌堕ちライフ』　2020年1月27日発売
- こちょこちょ高校（梵典）　 『NTR-EX3 彼には言えない雌堕ちライフ』　2021年6月13日発売
- こちょこちょ高校（梵典）　 『NTR-EX COMPLETE』　2022年9月18日発売